# Jycken
Jycken var en svensk tecknad serie av Christina Alvner och Arne Höök. Serien publicerades i Aftonbladet mellan 1991 och 2005, och var under en tid tidningens maskot. Efter 14 år upphörde dock serien.
Arne Höök blev redaktionschef och ansvarig utgivare för Dalademokraten 2006.